# Reinheim
Reinheim település Németországban, Hessen tartományban. Lakosainak száma 16 729 fő (2023. december 31.). Reinheim Groß-Bieberau, Ober-Ramstadt, Groß-Zimmern, Otzberg, Brensbach és Roßdorf (bei Darmstadt) községekkel határos.

## Népesség
A település népességének változása:
| Lakosok száma | 16 300 | 16 346 | 16 385 | 16 603 | 16 729 |
|               | 2017   | 2019   | 2021   | 2022   | 2023   |